# セサル・アイラ
セサル・アイラ（César Aira Aira、1949年2月23日 - ）はアルゼンチン人の作家。

## 経歴
ブエノスアイレス州コロネル・プリングレス生まれ。ブエノスアイレス在住。1975年に小説『モレイラ』を刊行したのを皮切りに、次々と作品を発表。
ブエノスアイレス大学およびロサリオ大学で教鞭を執る。
フランス政府芸術文化勲章シュヴァリエ、ロジェ・カイヨワ賞等受賞。2015年にはブッカー国際賞のショートリストに選ばれたが受賞はできなかった。
1992年刊行の「試練」は、ディエゴ・レルマン監督によって映画化された（邦題『ある日、突然。』）。

## 日本語訳
- 『わたしの物語』（柳原孝敦訳、2012年、松籟社）
- 『文学会議』（柳原孝敦訳、2015年、新潮クレスト・ブックス）